# Darwinopterus
Darwinopterus é um pterossauro voador descoberto na China em 2009, através de fósseis. Datado de cerca de 160 milhões de anos recebeu este nome em homenagem a Charles Darwin. A descrição do achado foi publicado na revista científica Proceedings of the Royal Society B.
Segundo os pesquisadores, o réptil voador seria uma prova da teoria que a evolução natural força a criação de diversas características e não somente uma por vez.

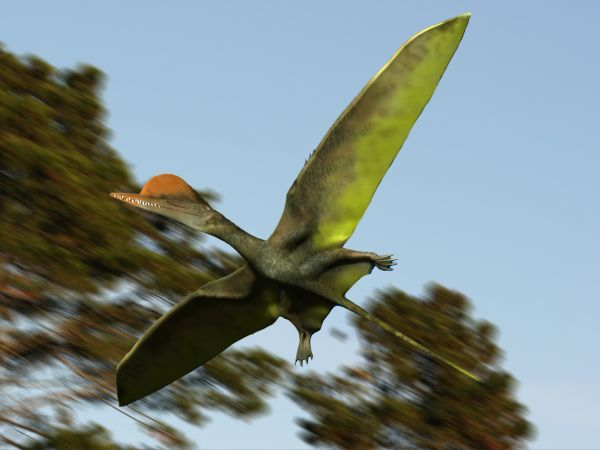
Reconstrução artística de um Darwinopterus

Somente eram conhecidos pterossauros de cauda longa e cauda curta. Esta descoberta pode ser o elo entre as outras espécies.